# Große Walachei

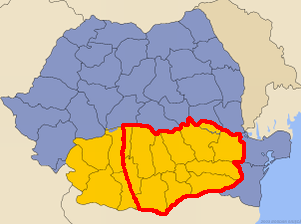
Die Große Walachei ist innerhalb der Walachei rot umrandet

Die Große Walachei (deutsch auch Muntenien, rumänisch Muntenia) ist eine historische Landschaft im Süden Rumäniens. Sie umfasst den zentralen und östlichen Teil der Walachei.
Die Region wird im Süden und Osten von der Donau begrenzt, im Norden von den Karpaten und dem Fluss Milcov. Im Westen wird die Grenze der Landschaft vom Fluss Olt gebildet, jenseits dessen sich die Kleine Walachei befindet.
Im östlichen Teil Munteniens liegt das Bărăgan-Flachland, das wegen des nährstoffreichen Bodens ein großes Getreideanbaugebiet ist und als „Rumäniens Kornkammer“ gilt.
Die wichtigste Stadt in dem Gebiet ist Bukarest, die Landeshauptstadt. Weitere wichtige Städte sind Brăila, Ploiești, Pitești, Slatina, Alexandria, Giurgiu, Călărași und Slobozia, sowie die ehemaligen Hauptstädte der Walachei Câmpulung, Curtea de Argeș und Târgoviște.
Sehenswerte Orte in Muntenien sind außerdem das Kloster Snagov, wo vermutlich das Grab Vlad III. Drăculeas liegt, und der Kurort Sinaia im Bucegi-Gebirge. Der Kurort Sinaia existierte seit Ende des 19. Jahrhunderts, als der rumänische König Karl I. seine Sommerresidenz, das Schloss Peleș, dort bauen ließ.
Diese historische Region umfasst folgende rumänische Kreise:
- Kreis Argeș
- Kreis Dâmbovița
- Kreis Prahova
- Kreis Buzău
- Kreis Brăila
- Kreis Ialomița
- Kreis Călărași
- Kreis Ilfov
- die Stadt Bukarest
- Kreis Giurgiu
- Kreis Vâlcea (nur die Gemeinden, die östlich des Flusses Olt liegen)
- Kreis Olt (nur die Hälfte des Kreises, die östlich des Flusses Olt liegt)
- Kreis Teleorman (außer der Gemeinde Islaz, die westlich des Flusses Olt liegt)
- Kreis Vrancea (nur die Gemeinden, die südlich des Flusses Milcov liegen)